# Prosciutto crudo
Il prosciutto crudo è un salume tipico italiano (prodotto agroalimentare tipico italiano) ottenuto dalla salatura a secco dalla coscia del maiale, in particolare da animali che hanno raggiunto un peso intorno ai 150 kg.
Specialità ottenute dallo stesso taglio anatomico in nazioni diverse dall'Italia assumono nomi specifici e non possono essere assimilate al prodotto italiano.

## Storia
Le prime notizie della produzione di prosciutto possono ricondursi alla civiltà etrusca del VI-V secolo a.C., ma soprattutto alla civiltà dell'antica Roma: esiste tuttora una via romana denominata "Panisperna" (panis=pane e perna=coscia di maiale).
Le testimonianze di storici dell'epoca romana non mancano, ed infatti Ippocrate nel V secolo a.C considerava la carne di maiale "quella che fornisce più energia al corpo e la più digeribile".
Ancora, Catone nel II secolo a. C. nel suo De Agricoltura spiegava i metodi di conservazione della coscia di suino.
Il maiale che abita per lo più nella Maremma Toscana e nella Pianura Padana è considerato fonte di sostentamento ideale. Inoltre grazie ai processi messi in atto, seppur in maniera ancora rudimentale, diviene il pasto più facile per gli eserciti.
La conservazione a lunga durata per i tempi permetteva a questo prodotto di essere una provvista eccellente e duratura, in grado di fornire anche le proteine necessarie per essere fonte di sostentamento per qualche giorno.

## Descrizione
Il prosciutto crudo si ottiene tramite salatura e successiva stagionatura della coscia (arto posteriore) del maiale; tale taglio di carne è detto infatti "prosciutto". In nessun caso può essere utilizzato il termine "prosciutto crudo" per definire specialità salate ottenute da altre parti anatomiche del suino, ivi compresa la spalla. In taluni casi è invalso l'uso della definizione di prosciutto crudo per identificare salumi ottenuti dalla coscia di animali diversi dal maiale e al di fuori delle produzioni DOP di Parma e di San Daniele. In questi casi si pospone alla dizione prosciutto crudo la denominazione dell'animale dal quale viene ricavato ("prosciutto crudo d'oca", "prosciutto crudo di cinghiale", eccetera). I prosciutti crudi si dividono in due grandi gruppi: i prosciutti ai quali viene asportato lo zampino e parte dello stinco (ad esempio il prosciutto di Parma) e i prosciutti che conservano tali parti anatomiche (ad esempio il prosciutto di San Daniele). Per questi prosciutti esiste un disciplinare che ne regola non solo il trattamento della carne, ma anche la selezione delle razze suine utilizzabili e la qualità e quantità della loro alimentazione, dal momento della nascita al raggiungimento del peso/età per il macello.

## Lavorazione

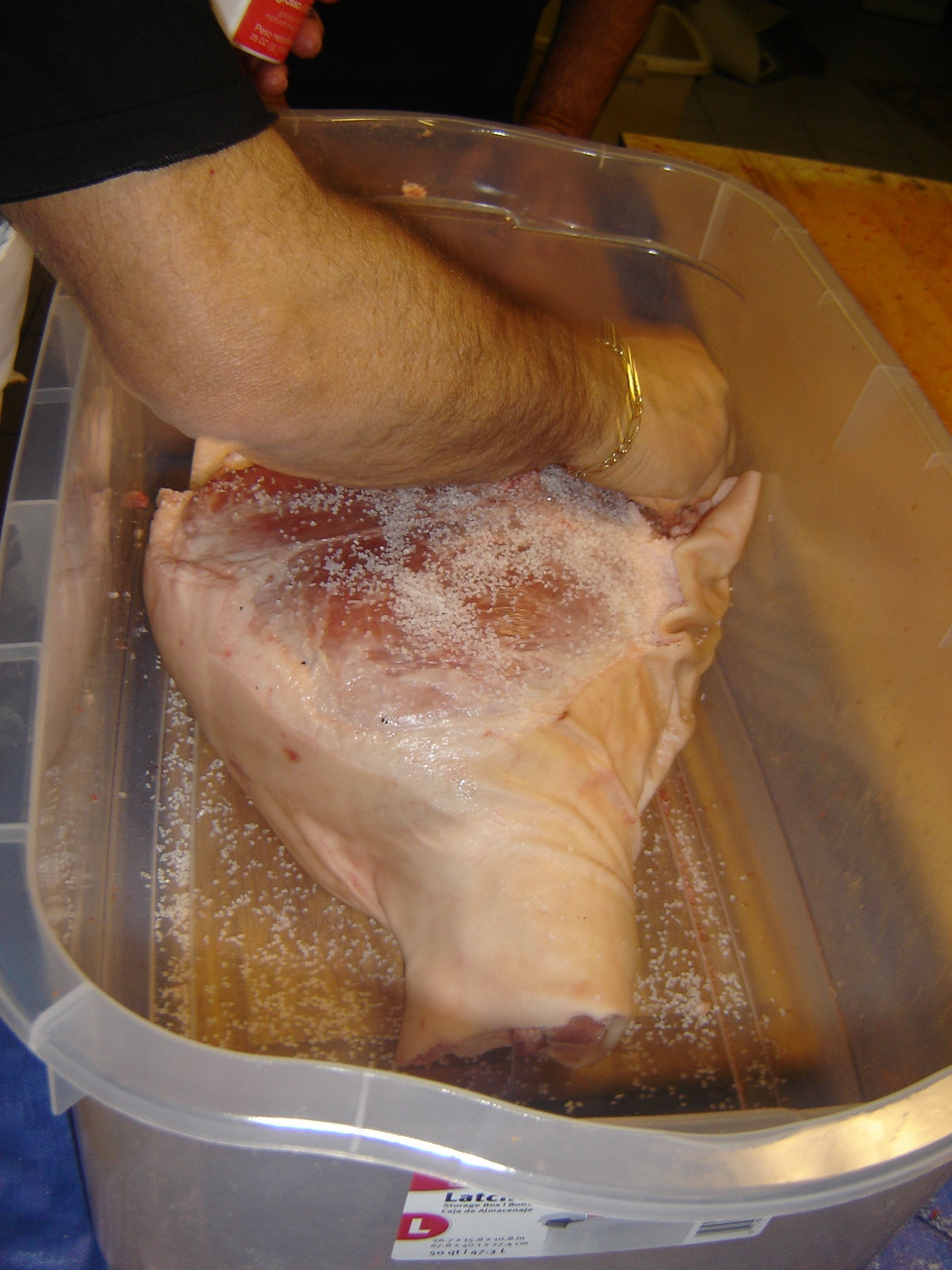
La lavorazione di un pezzo di prosciutto: applicazione di sale marino sulla carne

Il prosciutto crudo viene conciato a secco e lavorato con sale marino. Alcuni disciplinari di prosciutti DOP escludono tassativamente l'impiego di conservanti, mentre nella maggior parte dei prosciutti prodotti in Italia è consentito l'uso di nitrati nelle quantità previste dalla legge. L'utilizzo di nitrati è comunque molto raro. Dopo la salatura iniziale e l'inizio dei processi di fermentazione, il prosciutto crudo viene stagionato (e in questa fase perde una buona percentuale di acqua: la parola prosciutto deriva, infatti, dal latino perexsuctum che significa "prosciugato").

## Varietà
Alcune varietà italiane di prosciutto sono:
- prosciutto di Carpegna
- prosciutto di Faeto
- prosciutto di Modena
- prosciutto di Norcia
- prosciutto di Parma
- prosciutto di San Daniele
- prosciutto toscano
- prosciutto Veneto Berico-Euganeo
- prosciutto di Sauris
- Jambon de Bosses
- prosciutto di Trevico
- prosciutto di Venticano

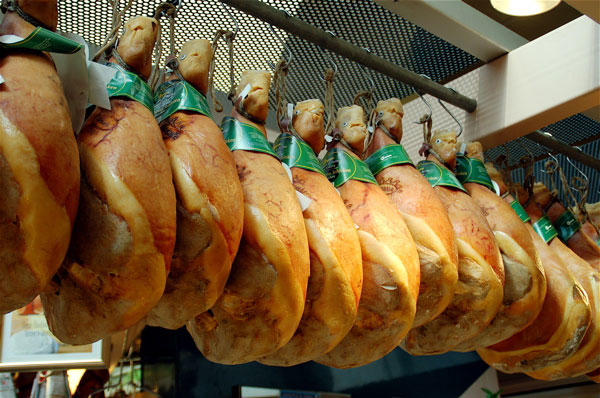
Prosciutti di Parma in essiccazione

- prosciutto di Villagrande Strisaili[7]